# Јаншково село
Јаншково село (словен. Janškovo selo) је насељено место у општини Велење, Савињска регија, Словенија.

## Историја
До територијалне реорганизације у Словенији било је у саставу старе општине Жалец.

## Становништво
У попису становништва из 2011. године, Јаншково село је имало 160 становника.
| Број становника према пописима | Број становника према пописима | Број становника према пописима |
| ------------------------------ | ------------------------------ | ------------------------------ |
| 1991                           | 2002                           | 2011                           |
| 136                            | 158                            | 160                            |

Напомена: До 1953. исказивано под именом Село. Године 2001. умањено за део насеља који је припојен насељу Прелска. Године 2017. извршена је мања размена територија између насеља Јаншково село и Прелска.